# Allium vasilevskajae
Allium vasilevskajae är en amaryllisväxtart som beskrevs av Marina E. Oganesian. Allium vasilevskajae ingår i släktet lökar, och familjen amaryllisväxter. Inga underarter finns listade i Catalogue of Life.